# Lycogrammoides
Lycogrammoides is een monotypisch geslacht van straalvinnige vissen uit de familie van de puitalen (Zoarcidae).

## Soort
- Lycogrammoides schmidti Soldatov & Lindberg, 1929